# OeKB CSD
Die OeKB CSD GmbH (OeKB CSD) ist ein österreichischer Zentralverwahrer gemäß EU-CSD Regulation (VO (EU) Nr. 909/2014). und beschäftigt sich mit der Verwahrung, Verwaltung und Abwicklung von Wertpapieren, sie ist eine 100%ige Tochter der Oesterreichische Kontrollbank Aktiengesellschaft (OeKB). Im August 2018 erhielt sie die Zulassung als Zentralverwahrer und die Genehmigung zum Erbringen bankartiger Nebendienstleistungen gemäß der entsprechenden EU-Verordnung Art 54 CSDR.

## Tätigkeit
Ihr Geschäftsfeld umfasst die Erbringung zentraler Leistungen für die Teilnehmer am österreichischen Kapitalmarkt:
Sie übernimmt die Wertpapiere der kapitalaufnehmenden Emittenten zur Verwahrung und Verwaltung für die Investoren.
Sie führt die Buchungsaufträge der Investoren zur Abwicklung der Wertpapiergeschäfte durch, die diese an der Börse und außerbörslich abgeschlossen haben.
Sie steuert die Zahlungen der Emittenten an die Investoren zur Erfüllung der in den Wertpapieren verbrieften Ansprüche.

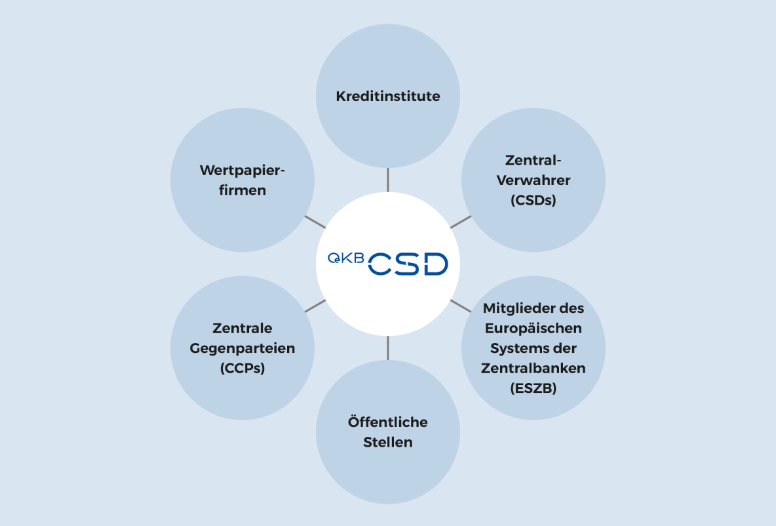
Kunden der OeKB CSD

## Funktionsmodell
Das Funktionsmodell der OeKB CSD bildet die Grundlage sowohl für ihre Aufbau- und Prozessorganisation, als auch für ihre Unternehmensdokumentation und die Rechtsverhältnisse gegenüber ihren Kunden (Allgemeine Geschäftsverbindungen). Gemäß diesem Modell erbringt die OeKB CSD als Mindestleistungsumfang im Sinne des Art 32 Abs 1 CSDR die 5 Funktionen:

### Depotführung
Die Depotführung umfasst Aufgaben der Bereitstellung und Führung von Depotkonten auf oberster Ebene (zentrale Kontoführung).
Im Rahmen dieser Funktion führt die OeKB CSD Depots für depotführende Kreditinstitute und Wertpapierfirmen, zugelassene Zentralverwahrer und zentrale Gegenparteien, Mitglieder des ESZB und öffentliche, für die öffentliche Schuldenverwaltung zuständige Stellen.

### Geldkontoführung
Die Funktion Geldkontoführung umfasst Aufgaben der bankartigen Nebendienstleistung.
In dieser Funktion führt die OeKB CSD Geldkonten in Euro und gängigen Fremdwährungen für Inhaber von Depots bei der OeKB CSD und für Emittenten von Wertpapieren, die die OeKB CSD selbst verwahrt und verwaltet. Der Verwendungszweck der Geldkonten ist eingeschränkt auf ihre Tätigkeit als Zentralverwahrer.

### Settlement
Das Settlement umfasst Aufgaben im Betrieb eines Wertpapierliefer- und -abrechnungssystems („Abwicklungsdienstleistung“).
Im Rahmen dieser Funktion führt die OeKB CSD Instruktionen (Buchungsaufträge) durch, die ihr von Inhabern von Depots und Geldkonten bei der OeKB CSD erteilt werden.
Die OeKB CSD ist ein System gemäß § 2 Abs. 2 Finalitätsgesetz. In Erfüllung der Funktion Settlement setzt sie die vom Eurosystem bereitgestellte IT-Plattform TARGET 2-Securities (T2S) ein.

### Asset Servicing
Die Funktion Asset Servicing umfasst Aufgaben der im Anhang zur CSDR unter Abschnitt B Abs. 2 lit. b angeführten nichtbankartigen Nebendienstleistungen „Unterstützung bei der Durchführung von Kapitalmaßnahmen und anderen gesellschaftsrechtlichen Maßnahmen einschließlich Dienstleistungen in Bezug auf Steuern, Hauptversammlungen und Informationsdienstleistungen“.
Für Wertpapiere, die die OeKB CSD als Issuer CSD selbst verwahrt und verwaltet, löst sie im Rahmen dieser Funktion fällige Werte ein und wickelt Kapitalmaßnahmen ab.

### Notary Services & Safekeeping
Notary Services & Safekeeping umfasst Aufgaben der erstmaligen Verbuchung von Wertpapieren im Effektengiro („Notarielle Dienstleistung“).
Im Rahmen dieser Funktion übernimmt die OeKB CSD Wertpapiere, um sie selbst als Issuer CSD zu verwahren und zu verwalten. Sie kontrolliert bei der Übernahme der digitalen Sammelurkunden und Wertpapierurkunden (physische Sammelurkunden und physische Einzelurkunden) deren Authentizität und danach fortlaufend deren Integrität. Die übernommenen Wertpapierurkunden (physische Sammelurkunden und physische Einzelurkunden) werden in ihrem Tresor verwahrt.

## Zusammenarbeit der Kapitalmarktteilnehmer
Die OeKB CSD unterstützt den österreichischen Kapitalmarkt unter anderem, indem sie in Arbeitsgruppen, bei Initiativen und Vereinigungen mitwirkt. Oftmals übernimmt sie hier die Koordination der Kommunikation unter den jeweiligen Teilnehmern zur Erarbeitung von Standards.